# Jászkisér
Jászkisér város az Észak-Alföldi régióban, Jász-Nagykun-Szolnok vármegyében, a Jászapáti járásban.

## Fekvése
Az Alföld északi, Jász-Nagykun-Szolnok vármegye északi-középső, a Jászság keleti részén fekszik. A megye székhelyétől, Szolnoktól körülbelül 35 kilométerre található.
A közvetlenül határos települések: észak felől Jászivány, kelet felől Pély, délkelet felől Tiszasüly, dél felől Jászladány, délnyugat felől Jászalsószentgyörgy, nyugat felől Jásztelek, északnyugat felől pedig Jászapáti.

### Megközelítése
Közúton három irányból közelíthető meg: Jászladány vagy Jászapáti érintésével a 3227-es, Tiszasüly, illetve Besenyszög felől pedig a 3225-ös úton.
Az ország távolabbi részei felől a 31-es főúton közelíthető meg a legegyszerűbben, jászapáti, vagy a 32-es főúton, szászbereki letéréssel.
A közúti tömegközlekedést a Volánbusz autóbuszai biztosítják.
A hazai vasútvonalak közül a MÁV 86-os számú Vámosgyörk–Újszász-vasútvonala érinti, melynek itt egy vasútállomása és két megállóhelye van. Jászkisér vasútállomás a belterület nyugati szélén helyezkedik el, a 3227-es út közelében, közúti elérését a 3225-ös útból kiágazó 32 327-es számú mellékút biztosítja. Jászkisér felső megállóhely és Szellőhát megállóhely a belterülettől délre található, mindkettő a 3227-es út mellett.

## Története
Nevét a település keleti oldalán hajdan keresztülfolyó Kis-ér nevű vízfolyásról kapta. Az első írott feljegyzés a Madarasi család birtokmegosztó oklevele Kysírt mint falut említi 1391-ben. Díszes címere sugallja a település hajdani gazdagságát, utal a keleti származásra, a harcos múltra, a Jászság egységére és a kun eredete.
A Tisza folyó közelsége miatt határa évszázadokig nehezen járható mocsaras terület volt, ami a történelem viharaiban többször is megvédte a pusztulástól. A Tisza termékeny öntésterületein évszázadokon át jelentős mértékű dohánytermesztés folyt. Kisér a Jászság második legnagyobb földterülettel rendelkező települése.
Jászkisér lakóinak többsége korábban a mezőgazdaságban dolgozott.
Ma egyre több családnak biztosítanak megélhetést a település ipari létesítményei és a környező nagyüzemek. Az új beruházásokat közművekkel ellátott területek várják. A település meghatározó üzeme a MÁV FKG Kft..
A leendő M8-as autópálya megépítésével a város a jövőben bekapcsolódhat a gyorsforgalmi úthálózati rendszerbe.

### Jelen

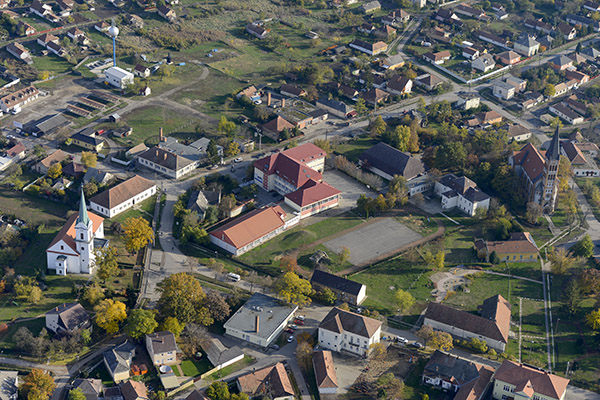
Jászkisér légi fotón

A település gazdag történelmi és kulturális múltja, egykori lakosainak tenni akarása a jelen nemzedékre is jótékony hatással van.
A kultúra intézményei, a Makovecz Imre által tervezett Művelődés Háza gazdag programkínálatával látogatók tömegét vonzza, a hozzá kapcsolódó Csete Balázs Helytörténeti Gyűjtemény országosan elismert tárgyi és írásos anyagával a falusi turizmus kedvelt célpontja. A Városi Könyvtár közel 32 ezer dokumentumból álló gyűjteményével eMagyarország és NAVA-Ponttal, etnikai és idegennyelvi, helyismereti részlegeivel, valamint számtalan gyermek és felnőtt rendezvényével várja látogatóit.
A lakosságot széles körű szolgáltatásokkal várja a Teleház is, ahol a helyi újság szerkesztése, kiadása folyik. A település pezsgő kulturális életét az eredményesen dolgozó 30 civil szervezet is segíti. Egy részük, mint például a Csete Balázs Honismereti Szakkör, a Pendzsom Néptáncegyesület, a Külkapcsolatok Baráti Egyesület és az Önkéntes Tűzoltó egyesület határokon túli ismertségre is szert tett. Magyarország határain belül a Kis-ér Kertbarát Kör, a Pedagógus Női Kar és a Jászkisériek Baráti Egyesülete tesz legtöbbet a település megismertetéséért.
A nagyközségbe látogatók a mívesen felújított Községházát, a Csete Balázs Általános Iskola új épületén kívül, tanmedencét, megújuló, patinás iskolaépületeket, óvodákat, szépen parkosított közterületeket, épülő, fejlődő falut láthatnak.
A település infrastrukturális ellátottsága a szennyvízhálózat kiépítésével befejeződött. Munkahelyteremtési törekvéseink lassan beérnek, s a falusi turizmus fejlesztése is jó irányba halad a Jászkiséri Halastavak Kft. (megszűnt) horgászparadicsomának fejlődésével és a Bánya Klub (megszűnt) minden évszakban használható szaunájával és termálvizes medencéjével.
A település 2009. július 1. óta város.

### A tanítás története a településen
A török uralom ellenére az első tanítót, egy bizonyos  Pétör mestört már 1550-es források is említenek. Minden bizonnyal a rendszeres oktatás 1600 körül kezdődhetett meg.
A két felekezet tekintetében külön római katolikus és református iskola is működött a településen.
1857-ben épült meg a református népiskola két tanteremmel és szolgálati lakásokkal, az épület napjainkban is áll, ez az ún. Hősök téri iskola. 1929-ben vette meg a református egyház a mai Fő úti iskola épületét a helyi takarékpénztártól, melyet iskolaépületté alakítottak át. A kor igényeinek megfelelően hat tanterem, egy nevelői szoba és egy szertár is helyet kapott benne. Az iskolaépület 1962-ben két további tanteremmel és egy újabb szertárral bővült.
A mai Kossuth téri iskolát ugyancsak az 1929-es évben építtette a katolikus egyház. Benne négy tanterem, egy nevelői szoba, egy igazgatói iroda, egy szertár és egy szolgálati lakás is helyet kapott.
A kiterjedt tanyavilág következtében tanyasi vándoriskolákat is szerveztek. Pusztakürtön már 1905-ben megvalósult, azonban a '30-as években már négy tanyasi iskola működött bérelt helyiségekben.
1946-ban a korábbi hatosztályos elemi iskolát felváltotta az immár nyolcosztályos általános iskola.
1948. június 5-én a szovjetizálás egyik lépcsőjeként államosították az iskolákat. Jászkisér belterületén három iskolaépület és öt nevelői lakás, külterületen öt iskolaépület nevelői lakással és kerttel került államosításra.
1956-ban épült fel az állandó tornaterem a Bem utcában.
A tagosítások következményeként elindult a tanyavilág megszűnésének folyamata, ez pedig rövidesen a tanyasi iskolák megszűnésével járt. A Réti iskola 1956-ban, a Hetényi 1962-ben, a Hajmali 1964-ben, a Pusztakürti 1966-ban, Szellőháton pedig 1974-ben szűnt meg.
1972-re a napközit igénylők számának igencsak nagymértékű növekedése megkívánta az új konyha és napközi megépítését a Vágóhíd úton.
1976-ban a kor szellemében társadalmi munkával megépült az Úttörőház, amely napjainkban a helyi néptáncegyesület próbatermeként funkcionál.
1980-ig váltott tanítás folyt az iskolákban. Ebben az évben épült fel a Petőfi úton az ún. új vagy nagy iskola. A legmodernebb igényeknek megfelelő 12 szaktanterem, könyvtár, tornaterem, tanmedence, orvosi szoba és sportudvar kapott benne helyet. Az épület néhány évvel ezelőtt jelentős felújításon, korszerűsítésen esett át, melynek során beépítették és használatba vették a 3. emeletet is, illetve fedett uszodát alakítottak ki.

## Közélete

### Polgármesterei
- 1990–1994: Bánlaki Zoltán (független)[5]
- 1994–1998: Bánlaki Zoltán (független)[6]
- 1998–2002: Hajdú László (független)[7]
- 2002–2006: Hajdú László (független)[8]
- 2006–2010: Hajdú László (független)[9]
- 2010–2014: Hajdú László (független)[10]
- 2014–2016: Pintér Ferenc (független)[11]
- 2016–2019: Lukácsi György Sándor (Fidesz-KDNP)[12]
- 2019–2024: Lukácsi György Sándor (Fidesz-KDNP)[13]
- 2024– : Vajas György (független)[1]

A településen 2016. október 2-án időközi polgármester-választást (és képviselő-testületi választást) tartottak, az előző képviselő-testület önfeloszlatása miatt. A választáson a hivatalban lévő polgármester nem indult el.

### Önkormányzata
- Cím: 5137 Jászkisér, Fő út 7.
- Tel.: 06 57/550-130
- Fax: 06 57/550-120
- E-mail: jaszkiser@vnet.hu
- Hivatalos honlap: www.jaszkiser.hu
- A településen Cigány Nemzetiségi Önkormányzat is működik.

## Népesség
A település népességének változása:
| Lakosok száma | 5546 | 5480 | 5167 | 4886 | 4816 | 4824 | 4784 |
|               | 2013 | 2014 | 2018 | 2021 | 2022 | 2023 | 2024 |

2001-ben a település lakosságának 94%-a magyar, 6%-a cigány nemzetiségűnek vallotta magát.
A 2011-es népszámlálás során a lakosok 83%-a magyarnak, 13% cigánynak, 0,3% németnek mondta magát (17% nem nyilatkozott; a kettős identitások miatt a végösszeg nagyobb lehet 100%-nál). A vallási megoszlás a következő volt: római katolikus 40,6%, református 20,9%, evangélikus 0,2%, görögkatolikus 0,2%, felekezeten kívüli 11% (26,6% nem nyilatkozott).
2022-ben a lakosság 89,7%-a vallotta magát magyarnak, 6,7% cigánynak, 0,2% németnek, 0,1% ukránnak, 0,1% románnak, 1,4% egyéb, nem hazai nemzetiségűnek (10,2% nem nyilatkozott; a kettős identitások miatt a végösszeg nagyobb lehet 100%-nál). Vallásuk szerint 26,7% volt római katolikus, 16,9% református, 0,4% görög katolikus, 0,1% evangélikus, 0,2% egyéb keresztény, 0,9% egyéb katolikus, 11,5% felekezeten kívüli (43,3% nem válaszolt).

## Vallás

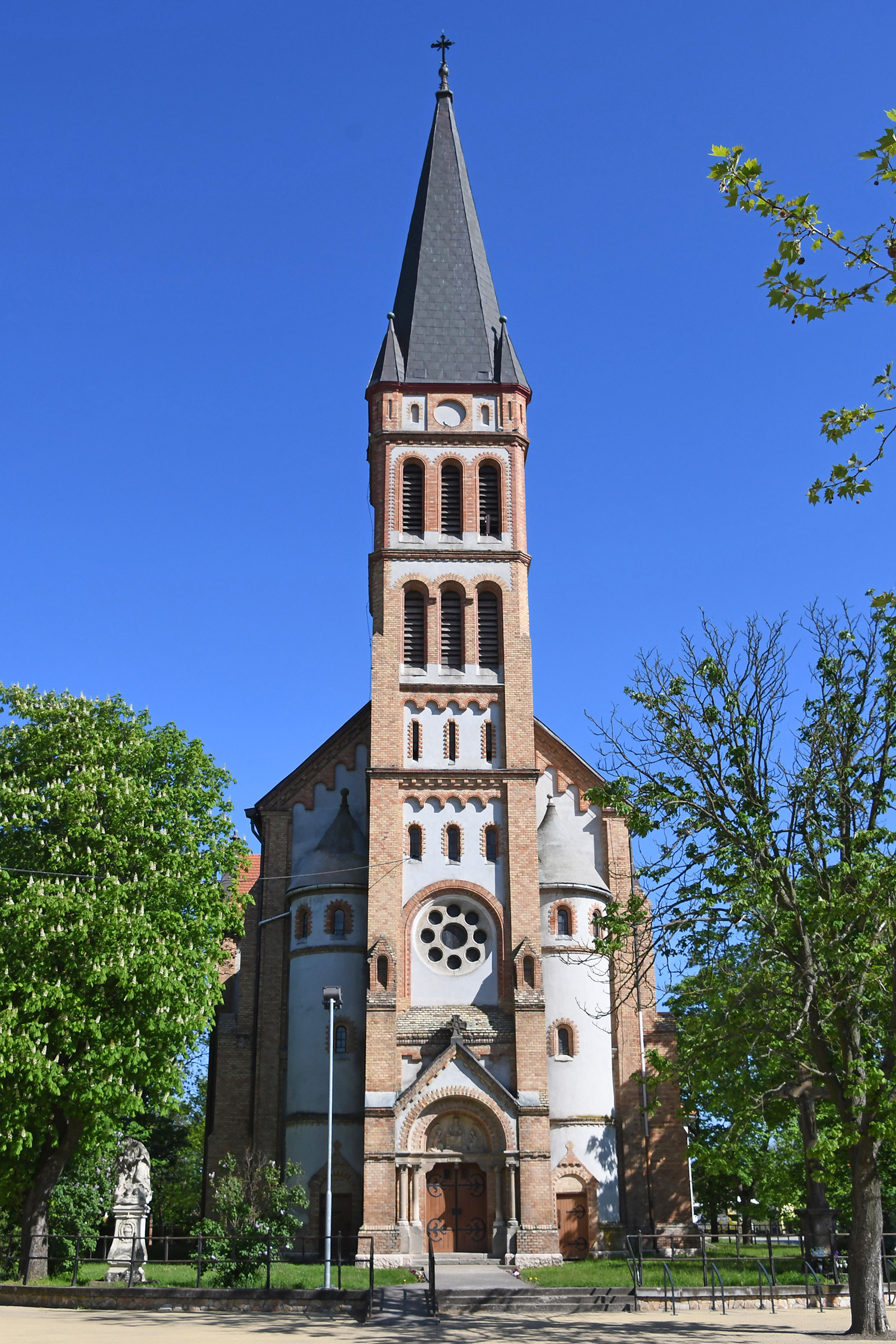
Római katolikus templom

A faluban két vallási felekezet él. A 2001-es népszámlálás adatai alapján a lakosság körülbelül 50%-a római katolikus, mintegy 30%-a református, 0,5%-0,5% görögkatolikus, evangélikus, illetve. más egyházhoz tartozik. Nem tartozik egyetlen felekezethez sem, vagy nem válaszolt körülbelül 19%.

### Római katolikus egyház
Az Egri főegyházmegye (érsekség) Jász-kun Főesperességének Jászapáti esperesi kerületébe tartozik. A településen önálló plébánia működik. Plébániatemplomának titulusa: A Szent Kereszt feltalálása.
Í

### Református egyház
Jászkisér a Jászság egyetlen református települése lelkészei névsorát 1626-tól ismerjük. A Dunamelléki Református Egyházkerület (püspökség) Dél-pesti Református Egyházmegyéjébe (esperesség) tartozik mint önálló anyaegyházközség.

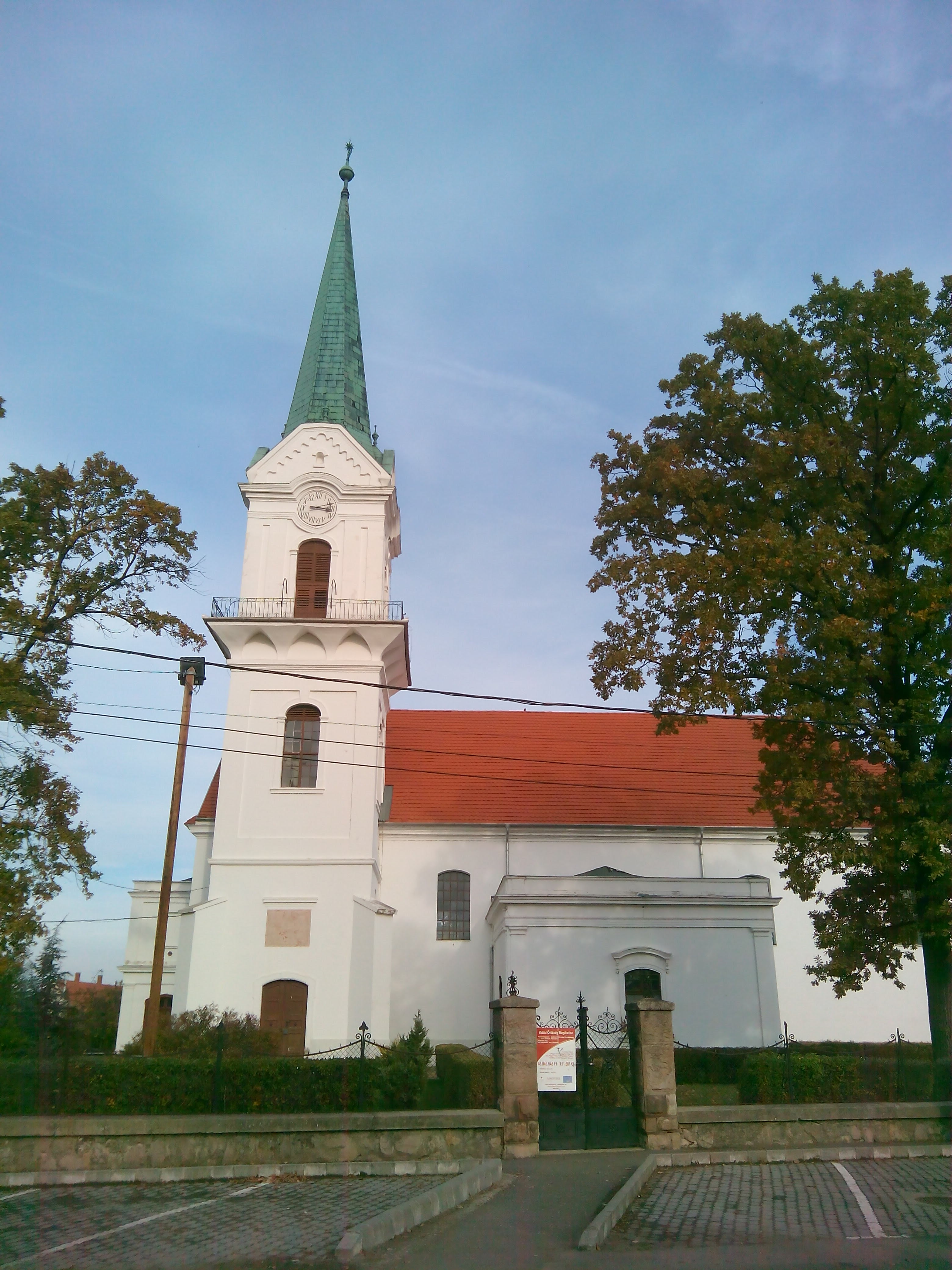
Református templom

### Evangélikus egyház
Az Északi Evangélikus Egyházkerület (püspökség) Dél-Pest Megyei Egyházmegyéjében (esperesség) lévő Szolnoki Evangélikus Egyházközségéhez tartozik, mint szórvány.

## Itt születtek
- Sántha László szőlész, botanikus, a mezőgazdasági tudományok kandidátusa (1952) 1886. március 21-én
- Csete Balázs néprajzkutató, rajztanár 1893. március 15-én
- Dr. Durst János orvos 1899-ben. Ő építtette az Egészségházat és a Tüdőgondozót.
- Foltin János sümegi prépost, műkedvelő régész 1837. január 5-én
- Küry Klára színésznő, az 1900-as évek végének ünnepelt operettprimadonnája 1870. március 27-én
- Káli László magyar költő 1961. január 22-én
- Tóváry Pál színész, színigazgató 1899. január 25-én

- Itt halt meg 1973-ban vitéz Faragó Ede magyar népművelő, cserkészvezető, országgyűlési képviselő.

## Nevezetességei
- A régi református templom 1657-ben épült, amelyet a Tisza áradásai használhatatlanná tettek. A megrongálódott épületet 1758-ban építették újjá késő barokk stílusban, tornya 1770-ben épült fel.
- A régi katolikus templom 1773-ban készült el, ám 1905-ben lebontották, hogy a megnövekedett lélekszámú gyülekezetnek elegendő helyet biztosítsanak egy új templom emelésével. Az új neoromán-neogót építmény 1906-ban készült el.

Köztéri szobraink közül az
- 1775-ben készült Nepomuki Szent János-szobor a legértékesebb.
- Az 1930-ban felavatott I. világháborús emlékmű Telcs Ede munkája.
- A 2003-ban átadott Rákóczi-szobor a Jászkisériek Baráti Egyesületének ajándéka
- Kossuth Lajosnak, akit a település országgyűlési képviselőjének próbált megnyerni emléktáblát szenteltek a jászkisériek.
- A Községháza falán a 600 éves évfordulót szintén emléktáblán örökítették meg.
- II. világháborús emlékmű: 1991-ben állították. 2016-ban elbontva. A hősi halottak táblái – ideiglenesen – a temetőben a ravatalozó falán.
- Csete Balázs Helytörténeti Gyűjtemény: a parasztházban Jászkisér néprajzi emlékei, valamint Csete Balázs-emlékszoba található.
- Művelődési Ház: Makovecz Imre tervei alapján épült 1982-ben.
- Volt Kossuth Szálló: 1906-ban épült, szecessziós stílusban.
- Polgármesteri Hivatal: 1896-ban épült.

Visszatérő rendezvények a Pünkösdi Vigadalmi Napok, a Hősök Napja, a Nemzetközi Pendzsom Folkfesztivál, az Országos Szántóverseny Területi Döntője és az Apáról-fiúra népi gyermekjátékok közösségi bemutatója. Ezek az alkalmak a vidéki és elszármazott látogatóknak nyújtanak élményt, de a helyi közösséget is összefogásra ösztönzik.

## Testvértelepülések
- Bácskossuthfalva (Ó-Moravica), Szerbia
- Szczyrk, Lengyelország
- Niederlenz, Svájc